# Zschieschen
Zschieschen ist ein Ortsteil der sächsischen Stadt Großenhain im Landkreis Meißen.

## Geographie
Nördlich von Zschieschen liegt Großenhain, nordwestlich Großraschütz und Kleinraschütz, südlich liegt Priestewitz, das über die Bundesstraße 101 erreicht werden kann. Südwestlich des Ortsteils liegt Strießen, südöstlich Zschauitz, östlich Mülbitz, Weßnitz und Rostig und nordöstlich Folbern. Das Gassendorf mit Gewannflur erstreckt sich 1 Kilometer entfernt von der Altstadt Großenhains. Es entstand im Zug der mittelalterlichen Deutschen Kolonisation am südlichen Niederungsrand der Röder zwischen Grenzgraben- und Hopfenbachmündung auf Pleistozänen Sedimenten.

## Geschichte
Zschieschen wurde 1349 zum ersten Mal erwähnt. Für den Ortsnamen ist am ehesten eine altsorbische Grundform Cesin zum slavischen Personennamen Cech oder Ces anzusetzen, das heißt eine Siedlung eines Cech, Ces.
In Folge war der Ortsname mehrmals Änderungen unterzogen, so wurde Zschieschen im Jahr 1349 Zcisen genannt, 1350 Zcisen, Cesin, Cisen, 1351 Cisen, 1384 Czeschyn, im Jahr 1399 Sczesyn und 1406 Czschesin. Im Jahr 1476 folgte die Nennung von Zceßen, 1532 Zcyssen, 1540 Zcöschen, 1543 Tzschischen, 1547 Zceschen, Zyschen, Zcyschen, 1552 Zschiesgen, 1556 Zisch, 1621 Zischen, 1631 dann Zschieschen und 1791 Zschieschen als endgültiger Ortsname gebräuchlich.
Die Gegend war schon früh besiedelt wie Funde auf der Ortsflur beweisen.
Der Ort war eine Slawische Gründung und zunächst Markgräfliches Lehen, seit 1384 gehörte das Dorf teilweise zum Kloster Seußlitz. 1406 gehörte Zschieschen zu der Pflege Großenhain und wurde von dort verwaltet. Im Jahr 1547 wurde das Dorf vom Amt Großenhain und der Schule in Meißen verwaltet. Ursprünglich hatte Zschieschen kein Rittergut, aber ein freies Erbgericht. Nach 1631 wurde das Rittergut aus zusammengelegten Höfen gebildet und wurde 1659 schriftsässig, aber ohne Auslösung bei Landtagen, ist Erbe. Das Niedergericht hatte 1349 Rudolf Voit inne, das Obergericht der Markgraf, später das Obergericht das Klosters Seußlitz. 1532 liegen beide Gerichte bei denen von Schleinitz. 1547 hatte das Niedergericht das Amt Hain und die Schule Meißen, das Obergericht lag beim Amt Hain, der zuständige Dorfrichter war der Lehnsrichter. 1689 war das Georg Göhre mit 1½ Hufen Land.
Das Dorf und das Gut hatten im Lauf der Zeit viele unterschiedliche Besitzer. 1349 wird Rulo Voit(von Hayn) als Besitzer genannt und 1350 Hsch. Dragusch mit 1 Talentum, 1351 Georius dictus von Gesen, Bürger von Hayn mit 1/2 Talentum. Im Jahr 1384 kaufte das Kloster Seußlitz Güter in Zschieschen. 1399 verkaufte die Hsch. Foit czu Nuyndorff gesessen ebenfalls dem Kloster ein Lehnpferd in Zschieschen. 1406 zahlen Dorf und Lehnsmann Landbete nach Hayn. 1420 freiet der Mgf die von Lehnhard und Clauwes von Rudenicz dem Kloster S. verkauften Ländereien und Zinsen, das heißt, dass das Land von Steuern und Lasten befreit wird. 1477 verkaufte das Kloster dem Kaland zu Hain Zinsen auf dem Lehngut, 1490 ist Brosius Kmelen der Gutsverwalter,Des Klosters Suseliz man zu Zceßen, 1512 zinst „villa Z.“ nach Meißen zu einer Messe. 1532 besitzt Chr. von Schleinitz Dorf, Zinsen und Gerichte, 1543 zahlt das Dorf dem Kloster Erbzinsen. Im Jahr 1547 gibt es 9 Erbherren, die den Besitz unter sich aufgeteilt haben. Die Besitzer sind im Einzelnen das Amt Hain, die Schule zu Meißen, der Pfarrer von Zscheila, Rat und Kastenherren zu Hain, der „Kyttel zu Walda“, die Kirche zu Skassa, Pflugk zu Zschauitz, Dr. Komerstadt zu Seußlitz und von Badewitz in der Mühlbergischen Pflege. Zschieschen hatte anfangs kein Rittergut, sondern ein Freyerbgerichte, hat darvon auch mit einem Lehnspferdte dienen müssen, das umgewandelt war in 4 alte Schock Geldes an das Schulamt Meißen, die Gemeine muss 1 Ochsen und 1 Schwein halten. Das Rittergut muss aber den Richter bestellen und finanzieren, 1556 gab die Gemeine Hufenhafer nach Hain. 1630 überweist der Kurfürst Johann Georg I. (Sachsen) dem Amtsschreiber zu Hain, Christian Schickradt, für die abgetretene Neumühle bei Skassa unter anderem die Hufengelder der Einwohner des Dorfes, die diese als Ersatz für das Lehnspferd zahlen müssen. 1648 ist bekannt, dass das Schickradtsche Gut(der Herren Hof oder das Forwerg) bei der Belagerung von Hain 1637 abgebrannt ist. Er will es wegen Schulden veräußern, behält es aber bis 1670. 1659 bestand der neue Herrenhof aus zusammengezogenen Bauerngütern. Es ist nicht bekannt, ab wann die Untertanen nebst 3 Mühlen und dem Erbgericht an den früheren Besitzer Schickradt gekommen sind. 1669 erwarb der Zeugmeister Christian August Buchner das Vorkaufsrecht am Gütlein, 1676 war Dr. Franz Mühlmann Besitzer, 1680 von Köttewitz, 1702 hatte Zschieschen die Familie von Carlowitz um 13000 Gulden erstanden, 1716 der Miliz-Faktor Hübotter, 1731 Frau Schlegel geborene Hübotter und 1754 Frau von Spenner, früher verehelichte Schlegel, danach Baron von Fletzscher. 1784 war der Besitzer der Dompropst Schönberg aus Merseburg, Nachbesitzer war die Familie Kurzrei, 1802 von Sommerlat und 1807 Familie Rothe, die das Gut Zschieschen bis 1897 besaßen. Ab 1897 waren die von Haberland Besitzer und danach die Stadt Großenhain. Der Ort Zschieschen wurde 1547 vom Amt Großenhain verwaltet, ebenso 1764, 1816 und 1843. 1856 wurde Zschieschen vom Gerichtsamt Großenhain verwaltet und ab 1875 von der Amtshauptmannschaft Großenhain. in der Oberreit-Karte sind 1843 eine Windmühle auf dem Kriegberg und das Nicolaustürmchen verzeichnet.
Ab 1539 war Zschieschen nach Wantewitz gepfarrt, ebenso 1840. Ab 1890 war der Ort nach Großenhain gepfarrt und 2001 gehörte er zur Kirchgemeinde Großenhain. Im Jahr 1925 waren 698 Einwohner von Zschieschen evangelisch-lutherisch und 3 Einwohner römisch-katholisch. 35 Einwohner gehörten anderen Religionen an.
Bis 1835 betrieb das Dorf zusammen mit Mülbitz eine sogenannte Wandelschule. Nachdem der Lehrer Johann Paust am 27. Dezember 1835 gestorben war, trennte sich Zschieschen von Mülbitz, schloss sich mit Großraschütz zusammen und baute zusammen in Großraschütz eine neue Schule, in die 1840 13 Schüler aus Zschieschen gingen.
Durch die Sächsische Landgemeindeordnung von 1838 erhielt Zschieschen Eigenständigkeit als Landgemeinde.
Im Jahr 1940 wurde die Feuerwehr Zschieschen auf dem Gelände der Bergbrauerei ins Leben gerufen.
Sachsen kam nach dem Zweiten Weltkrieg in die Sowjetische Besatzungszone und später zur DDR. Die historisch gewachsene Zugehörigkeit zu Großenhain blieb auch nach der Gebietsreform 1952 erhalten, die Zschieschen dem Kreis Großenhain im Bezirk Dresden zuordnete.
Nach der Deutschen Wiedervereinigung kam Zschieschen zum wiedergegründeten Freistaat Sachsen. Die folgenden Gebietsreformen in Sachsen ordneten Zschieschen 1994 dem Landkreis Riesa-Großenhain und 2008 dem Landkreis Meißen zu.
Das Herrenhaus des Rittergutes wurde saniert und wird für Wohnzwecke genutzt. Die ehemalige Bergbrauerei Zschieschen soll 2018 abgerissen werden.

### Bevölkerungsentwicklung
| Jahr | Einwohner.                                                      |
| ---- | --------------------------------------------------------------- |
| 1547 | 12 besessene Mann, 21 Inwohner, 16 Hufen                        |
| 1551 | 12 besessene Mann, 21 Inwohner, 16 Hufen                        |
| 1764 | 7 besessene Mann, 7 Gärtner, 2 Häusler, 5¾ Hufen je 25 Scheffel |
| 1834 | 121                                                             |
| 1846 | 121                                                             |
| 1871 | 421                                                             |
| 1890 | 624                                                             |
| 1900 | 696                                                             |

| Jahr | Einwohner    |
| ---- | ------------ |
| 1910 | 725          |
| 1925 | 736          |
| 1933 | 691          |
| 1939 | 723          |
| 1946 | 874          |
| 1950 | 861          |
| 1958 | 817          |
| 1961 | → Großenhain |

## Kultur und Sehenswürdigkeiten
In der örtlichen Denkmalliste sind mehrere historische Denkmäler und Gebäude verzeichnet.

### Gebäude
- Herrenhaus des ehemaligen Ritterguts Zschieschen, jetzt WohnhausMord- und Sühnekreuz

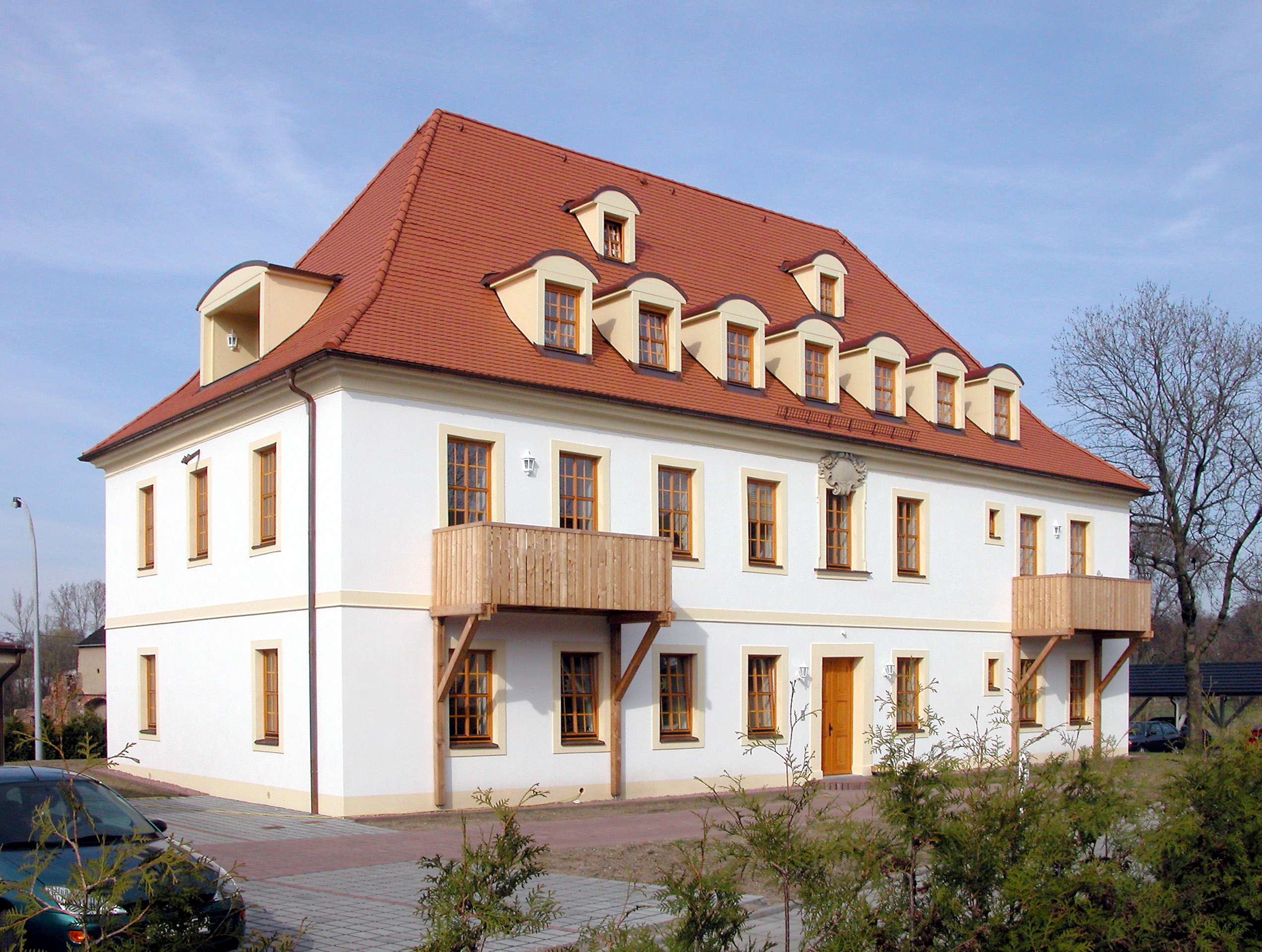
Herrenhaus des ehemaligen Ritterguts Zschieschen, jetzt Wohnhaus

Das Steinkreuz steht am Abzweig Priestewitzer Straße Ecke Großraschützer Straße
Es ist ein gut erhaltenes Sühnekreuz aus dem Mittelalter, Sandstein, davor liegt eine Tafel mit Inschrift: "Steinkreuz aus dem Mittelalter, es stand hier an der Weichbildgrenze der Stadt.
Seine eigentliche Bedeutung ist nicht überliefert."
- Rittergut Zschieschen

Das Herrenhaus des ehemaligen Rittergutesliegt an der Hermann-Zschoche-Straße 9 in Großenhain und ist baugeschichtlich und ortsgeschichtlich von Bedeutung. Das Gebäude ist ein 1781–1800 erbauter zweigeschossiger Bruchsteinbau, verputzt mit Resten von Putzgliederung, Sandsteinfenstergewänden, 3:8
Achsen. Es hat eine Kartusche unter dem Traufgesims, ein hohes Walmdach und eine originale Tür. Nach 2000 wurde das Herrenhaus restauriert und saniert und strahlt in neuem alten Glanz. Aktuell(2018) wird das Herrenhaus zu Wohnzwecken genutzt.
- Gasthaus Der Bergkeller

Das Gasthaus (Ballhaus) mit Anbau, Terrasse und Freitreppe liegt an der Großraschützer Straße 1 in Großenhain und ist ein Bau- und Ortsgeschichtlich bedeutendes Relikt der Vorstadtbebauung.
Es ist ein zweigeschossiger Bruchsteinbau, verputzt, mit vorspringenden Saalteil mit hohen Rundbogenfenstern. Im Erdgeschoss befinden sich Segmentbogenfenster, Reste von Putzgliederung und im linken Teil Rundbogen-Zwillingsfenster, Lisenengliederung, Gurtgesims und profiliertes Kranzgesims. Das Gebäude hat ein Mansarddach und wurde 1870 bis 1890 erbaut.
Die Aufstellung ist nicht vollständig weitere Gebäude sind in der örtlichen Denkmalliste verzeichnet.

### Flächennaturdenkmale
- FND Kleinteiche des heiligen Grundes

Das Flächennaturdenkmal Kleinteiche des heiligen Grundes sind terrassiert und haben eine Größe von 1,5 Hektar. Die Teiche haben eine verschiedenartig ausgeprägte Verlandungsvegetation und am Rand Weiden- und Birkenvegetation.

## Persönlichkeiten
- Fritz Karsunke (* 1910), Politiker (DBD), LPG-Vorsitzender